# Бернс (Канзас)
Бернс (енгл. Burns) град је у америчкој савезној држави Канзас.

## Демографија
По попису из 2010. године број становника је 228, што је 40 (-14,9%) становника мање него 2000. године.
| Група             | 2000.       | 2010.       |
| Белци             | 264 (98,5%) | 220 (96,5%) |
| Афроамериканци    | 2 (0,7%)    | 3 (1,3%)    |
| Азијати           | 0 (0,0%)    | 0 (0,0%)    |
| Хиспаноамериканци | 0 (0,0%)    | 2 (0,9%)    |
| Укупно            | 268         | 228         |